# Loutfy Boulos
Pour les articles homonymes, voir Boulos.
Loutfy Boulos, né le 14 mai 1932 à Qena en Égypte et mort le 27 avril 2015 au Caire, est un botaniste égyptien.
Il est connu principalement pour la publication, entre 1995 et 2007, de sa Flore d'Égypte (Flora of Egypt) en quatre volumes, qui recense 2125 espèces, dont 63 espèces endémiques d'Égypte et 92 endémiques proches vivant en Égypte et dans un pays limitrophe.

## Publications
- 1966. A natural history study of Kurkur Oasis, Libyan Desert, Egypt. 22 p.
- Boulos, L; M Nabil el-Hadidi; M el-Gohary (illustr.)1967. Common weeds in Egypt. Ed. Dar al-Maaref. xii + 6 p.

### Livres
- 1959. A contribution to the flora of Gaza Zone. Ed. General Organisation for Govt. Print. Offices. 32 p.
- 1960. Flora of Gebel El-Maghara North Sinai. Ed. General Organisation for Government. Printing Offices. 24 p.
- El-Hadidi, MN; L Boulos, M El-Gohary (illust.), S Makar (illust.) 1979. Street Trees in Egypt (2e édition, révisée)
- 1983. Medicinal plants of North Africa. Medicinal plants of the world, no 3. 286 p.  (ISBN 0-917256-16-6)
- Boulos, M; MN el-Hadidi; M el-Gohary (illustr.) 1984. The weed flora of Egypt (noms de plantes en arabe, anglais et latin). Ed. American University in Cairo Press. xv + 178 p.  (ISBN 977-424-038-3)
- 1988. The weed flora of Kuwait. Ed. Kuwait University. 175 p.
- Boulos, L; MN el-Hadidi; M el-Gohary (illustr.) 1994. The weed flora of Egypt (noms de plantes en arabe, anglais et latin). Ed. American University in Cairo Press. xxv + 361 p.  (ISBN 977-424-323-4)
- 1995. Flora of Egypt. Checklist. Ed. Al Hadara Publishing. 617 pp., 159 photos coul, 404 b/n.  (ISBN 977-5429-08-0)
- 1999. Flora of Egypt, Volume 1: Azollaceae-Oxalidaceae. Ed. Al Hadara Publishing. 419 p. 67 b/n, 96 ph. coul.  (ISBN 977-5429-14-5)
- 2000. Flora of Egypt, Volume 2: Geraniaceae - Boraginaceae. Ed. Al Hadara Publishing. 392 p. photos coul, b/n illus.  (ISBN 977-5429-22-6)
- 2002. Flora of Egypt, Volume 3: Verbenaceae-Compositae. Ed. Al Hadara Publishing. 373 p. 128 photos coul, 384 b/n ilus.  (ISBN 977-5429-25-0)
- 2005. Flora of Egypt, Volume 4: Monocotyledons (Alismataceae-Orchidaceae). Ed. Al Hadara Publishing. 617 p. 159 fotos col, 404 b/n illus.  (ISBN 977-5429-41-2)

## Hommages

### Récompenses
- 2013, Médaille d'or Optima (Organization for the Phyto-Taxonomic Investigation of the Mediterranean Area, organisation pour l'étude phyto-taxinomique de la région méditerranéenne)[1].

### Espèces dédiées
- (Asteraceae) Atractylis boulosii Tackholm[2]

- (Iridaceae) Crocus boulosii'' Greuter[3]

- (Zygophyllaceae) Fagonia boulosii Hadidi[4]

- (Zygophyllaceae) Tetraena boulosii (Hosny) M.Hall[5]